# Jeff Stern
Jeffrey Bernard "Jeff" Stern (ur. 23 sierpnia 1970) – amerykański koszykarz, występujący na pozycjach skrzydłowego oraz środkowego.

## Osiągnięcia
NCAA
- 2-krotny uczestnik turnieju NCAA (1991, 1992)
- Mistrz sezonu zasadniczego konferencji Big East (1992)

Drużynowe
- Wicemistrz Polski (1996)
- Brązowy medalista mistrzostw Polski (2000)
- Finalista:
  - Pucharu Polski (2000, 2001)
  - Superpucharu Polski (1999)

Indywidualne
- Najlepszy w obronie PLK (2000 według Gazety)[1]
- Powołany do udziału w meczu gwiazd PLK (1996 – nie wystąpił z powodu opuszczenia klubu)[2]